# 카를로스 산타나
카를로스 산타나(영어: Carlos Santana, 1947년 7월 20일 ~ )는 멕시코에서 태어난 미국의 음악가이자 라틴 록 기타리스트이다.
그는 1960년대 말에서 1970년대 초에 그의 산타나 블루스 밴드를 통해 인기를 끌었다. 살라, 록, 블루스, 재즈가 융합된 그의 음악은, 고음에 클린 기타를 이용하는 경우가 많으며 팀발레나 콩가같은 라틴 악기들을 이용한다.
카를로스 산타나는 이와 같은 형태의 음악을 계속해서 해 나갔으며, 1990년대 말부터, 다시 큰 인기를 끌기 시작했다. 그의 음반은 전 세계에 걸쳐 총 1억 장 넘게 팔려 나갔다.

## 음반 목록
- Love Devotion Surrender (1973)
- Illuminations (1974)
- Oneness – Silver Dreams Golden Reality (1979)
- The Swing of Delight (1980)
- Havana Moon (1983)
- Blues for Salvador (1987)
- Santana Brothers (1993)